# DeAndre Jordan
Hyland DeAndre Jordan, Jr., född 21 juli 1988 i Houston, Texas, är en amerikansk basketspelare som spelar för Denver Nuggets.
Vid olympiska sommarspelen 2016 i Rio de Janeiro spelade han i det amerikanska landslag som tog guld.
Jordan är kusin till Tyson Etienne.

## Karriär
Den 6 juli 2019 skrev Jordan på för Brooklyn Nets.